# جيرالدين فارار
جيرالدين فارار (بالإنجليزية: Geraldine Farrar)‏ هي مغنية أوبرا ومغنية وكاتِبة وممثلة أمريكية، ولدت في 28 فبراير 1882 بماساتشوستس في الولايات المتحدة، وتوفيت في 11 مارس 1967 في الولايات المتحدة بسبب نوبة قلبية.

## وصلات خارجية
- جيرالدين فارار على موقع IMDb (الإنجليزية)
- جيرالدين فارار على موقع الموسوعة البريطانية (الإنجليزية)
- جيرالدين فارار على موقع مونزينجر (الألمانية)
- جيرالدين فارار على موقع ألو سيني (الفرنسية)
- جيرالدين فارار على موقع ميوزك برينز (الإنجليزية)
- جيرالدين فارار على موقع تيرنر كلاسيك موفيز (الإنجليزية)
- جيرالدين فارار على موقع أول موفي (الإنجليزية)
- جيرالدين فارار على موقع قاعدة بيانات الأفلام السويدية (السويدية)
- جيرالدين فارار على موقع إن إن دي بي (الإنجليزية)
- جيرالدين فارار على موقع أول ميوزيك (الإنجليزية)